# Tutaibo rubescens
Tutaibo rubescens là một loài nhện trong họ Linyphiidae. Loài này được phát hiện ở Colombia.